# Swartzia panacoco
Swartzia panacoco là một loài thực vật có hoa trong họ Đậu. Loài này được (Aubl.) Cowan miêu tả khoa học đầu tiên.